# السنیگک
السنیگک (به آلمانی: Elsnigk) یک منطقهٔ مسکونی در آلمان است که در Osternienburger Land واقع شده است. السنیگک  ۷۱۹ نفر جمعیت دارد.